# 안동 죽전동 삼층석탑
안동 죽전동 삼층석탑(安東 竹田洞 三層石塔)은 경상북도 안동시 풍산읍 죽전리에 있는 삼층석탑이다. 1979년 1월 25일 경상북도의 유형문화재 제109호로 지정되었다.

## 개요
2층 기단(基壇) 위에 3층의 탑신(塔身)을 올린 석탑이다.
위층 기단과 탑신의 몸돌에는 기둥모양을 조각하였고, 특히 1층 몸돌에는 문(門)모양을 새겨 두었다. 지붕돌은 밑면에 1층은 5단, 2층은 4단, 3층은 3단의 받침을 두었는데, 윗층으로 올라갈수록 받침이 줄어들고 있어 이 탑만의 독특한 특징이 되고 있다.
비교적 크기가 작은 탑이지만 각 부분이 균형있게 잘 조화되어 있다. 통일신라의 일반적인 석탑양식을 따르고 있지만 지붕돌받침에 변화가 있는 점 등으로 보아 고려 전기의 석탑으로 추정된다.

## 현지 안내문
이 탑은 통일신라 말기에서 고려 초기에 만들어진 것으로 추정되며 높이는 2.98m이다. 이 일대는 절터일 가능성도 있으나 확실히 알 수 없다. 2중 기단의 삼층석탑으로 하대저석과 지대석은 매몰되었다. 하대중석은 면석을 각각 2개의 돌로 하고 모서리 기둥을 새겼으며, 1개의 안기둥이 있다. 하대 덮개돌은 한 돌로 되어 있으며, 상대중석은 4면이 각각 별개의 판석으로 되어 있고 모서리 기둥과 하나의 안기둥을 새겼다. 상대 덮개돌은 한 돌로 되어 있으며, 낙수면은 약간 경사가 있다. 탑신부의 몸돌과 지붕돌은 각각  한 돌로 되어 있으며 초층 몸돌의 남면에는 문호형이 새겨져 있다. 지붕돌의 낙수면과 전각의 변화는 예리하게 처리되었으며 상환부는 소실되었다.

## 참고 자료
- 안동죽전동삼층석탑 - 국가유산청 국가유산포털